# Geodina guanacastensis
Geodina guanacastensis — вид грибів, що належить до монотипового роду  Geodina.